# Jongmun állomás (Jangphjong)
Jongmun (Yongmun) állomás a szöuli metró Kjongi–Csungang (Gyeongui–Jungang) vonalának állomása, mely 1941-ben, hagyományos vasútállomásként épült Kjonggi (Gyeonggi) tartományban. A közelben található a Jongmunsza (Yongmunsa) buddhista templom.

## Viszonylatok
| Kjongi–Csungang (Gyeongui–Jungang)            | Kjongi–Csungang (Gyeongui–Jungang)                                               | Kjongi–Csungang (Gyeongui–Jungang)   |
| --------------------------------------------- | -------------------------------------------------------------------------------- | ------------------------------------ |
| Vondok (Wondeok) Munszan (Munsan) felé        | Jongszan (Yongsan) expresszvonat Kjongi–Csungang (Gyeongui–Jungang) személyvonat | Csiphjong (Jipyeong) végállomás felé |
| Jangphjong (Yangpyeong) Munszan (Munsan) felé | Csungang (Jungang) expresszvonat Jongmun (Yongmun) piros expresszvonat           | Csiphjong (Jipyeong) végállomás felé |